# Cmentarz we Włochach
Cmentarz we Włochach – rzymskokatolicki cmentarz znajdujący się na osiedlu Stare Włochy w warszawskiej dzielnicy Włochy, przy ul. Na Krańcu 1.

## Historia
Powstał w tym samym czasie co tutejsza parafia (1937). Inicjatorem jego powstania był miejscowy proboszcz Julian Chrościcki. 
Cmentarz ma kształt zbliżony do trapezu. Ma dwie bramy, znajdujące się przy ul. Fasolowej i Dojazdowej. Na cmentarzu znajduje się kaplica pogrzebowa i ołtarz polowy. 

## Pochowani (m.in.)[1]
- Maria Chwalibóg (1933–2024) – aktorka (sektor B2-12-17)
- Leon Józefowski (1899–1964) – kawaler Orderu Virtuti Militari
- Danuta Przesmycka (1926–2024) – aktorka dubbingowa
- Jan Kożuchowski (1911–1994) – elektroenergetyk, profesor Politechniki Warszawskiej (sektor C3-4-13)
- Kazimierz Michalik (1926–2005) – profesor Politechniki Warszawskiej (sektor C2-11-8)
- Leszek Płażewski (1936–2011) – literat (sektor C2-13-3)
- Barbara Podmiotko[2] (1945–2014) – dziennikarka radiowa, znawczyni piosenki francuskiej (sektor C5-1-9)
- Jan Pyszka (1924–2015) – powstaniec warszawski (sektor B3-22-51)
- Marian Rychłowski (1869–1940) – nauczyciel, założyciel i dyrektor stołecznych liceów M. Rychłowskiego i Tadeusza Reytana (sektor C2-6-2)
- Antoni Sikorski (1893–1987) – podpułkownik piechoty Wojska Polskiego, działacz niepodległościowy, kawaler Orderu Virtuti Militari (sektor A3-4-48)
- Zofia Wilczyńska (1915–2010) – aktorka (sektor C2-20-16)

Na cmentarzu znajdują również m.in. symboliczna mogiła poległych i pomordowanych za wolność ojczyzny oraz groby poległych i pomordowanych żołnierzy Armii Krajowej i Gwardii Ludowej.